# Emigración de Chuquisaca
La Emigracion de Chuquisaca o denominada también como Emigración Chuquisaqueña, se refiere la salida de personas nacidas en el Departamento de Chuquisaca, para establecerse en otros Departamentos de Bolivia o en otros países del mundo.

## Historia
A lo largo de la historia, los chuquisaqueños se han convertido en la segunda comunidad con mayor migración interna en  toda Bolivia, después de los potosinos.  De cada 100 chuquisaqueños que nacieron en el Departamento, unos 27 han emigrado a otras regiones del país .
Durante varias décadas, chuquisaqueños y chuquisaqueñas, ya sea por factores económicos o sociales, han emigrado de su lugar de origen con rumbo a diferentes partes de Bolivia, así como también a varios países de Sudamérica, Norteamérica, Europa y Asia.
Las cifras oficiales del último censo de 2012, muestran que unos 192 043 chuquisaqueños han emigrado a otros departamentos del país y otros 31 356  emigraron al extranjero, haciendo un total de 223 399 chuquisaqueños que residen afuera de su Departamento.

## Migración Interna
Durante los últimos 20 años (1992-2012), la emigración chuquisaqueña hacia otros Departamentos de Bolivia ha crecido en un 75,7 %. En 1992 existían 109 266 chuquisaqueños viviendo fuera de su Departamento y para el año 2012, esa cifra había ya aumentado a los 192 043. 
| Chuquisaqueños viviendo en otros Departamentos de Bolivia | Chuquisaqueños viviendo en otros Departamentos de Bolivia | Chuquisaqueños viviendo en otros Departamentos de Bolivia |
| Año                                                       | Cantidad                                                  | Fuente                                                    |
| --------------------------------------------------------- | --------------------------------------------------------- | --------------------------------------------------------- |
| 1992                                                      | 109 266                                                   | Censo boliviano de 1992                                   |
| 2001                                                      | 163 945                                                   | Censo boliviano de 2001                                   |
| 2012                                                      | 192 043                                                   | Censo boliviano de 2012                                   |

### Principales destinos de la emigración Chuquisaqueña  (por municipios)
La comunidad chuquisaqueña se encuentra presente en más de 250 municipios bolivianos, pero de todos ellos, alrededor de 34 municipios son los que recibieron más cantidad de inmigración chuquisaqueña.
| Municipios con más cantidad de Chuquisaqueños viviendo en sus respectivos territorios municipales (Censo de 2012) | Municipios con más cantidad de Chuquisaqueños viviendo en sus respectivos territorios municipales (Censo de 2012) | Municipios con más cantidad de Chuquisaqueños viviendo en sus respectivos territorios municipales (Censo de 2012) | Municipios con más cantidad de Chuquisaqueños viviendo en sus respectivos territorios municipales (Censo de 2012) |
| Puesto | Municipio | Cantidad | Departamento |
| --- | --- | --- | --- |
| 1° | Santa Cruz de la Sierra                                                                                           | 56 455 | Santa Cruz |
| 2° | Tarija | 14 132 | Tarija |
| 3° | Yacuiba | 10 992 | Tarija |
| 4° | Cochabamba | 6 930 | Cochabamba |
| 5° | La Paz | 6 856 | La Paz |
| 6° | La Guardia | 6 189 | Santa Cruz |
| 7° | El Torno | 5 047 | Santa Cruz |
| 8° | San Julián | 4 504 | Santa Cruz |
| 9° | Yapacani | 3 745 | Santa Cruz |
| 10° | Montero | 3 707 | Santa Cruz |
| 11° | Camiri | 3 678 | Santa Cruz |
| 12° | Warnes | 3 671 | Santa Cruz |
| 13° | Potosí | 3 618 | Potosí |
| 14° | Villa Montes | 3 265 | Tarija |
| 15° | Bermejo | 2 582 | Tarija |
| 16° | Villa Tunari | 2 539 | Cochabamba |
| 17° | Cabezas | 2 078 | Santa Cruz |
| 18° | Puerto Villarroel                                                                                                 | 2 051 | Cochabamba |
| 19° | Entre Ríos | 1 858 | Cochabamba |
| 20° | Sacaba | 1 771 | Cochabamba |
| 21° | El Puente | 1 694 | Santa Cruz |
| 22° | Cotoca | 1 690 | Santa Cruz |
| 23° | Cuatro Cañadas | 1 668 | Santa Cruz |
| 24° | Santa Rosa del Sara                                                                                               | 1 463 | Santa Cruz |
| 25° | Caraparí | 1 408 | Tarija |
| 26° | El Alto | 1 257 | La Paz |
| 27° | San Ignacio de Velasco                                                                                            | 1 232 | Santa Cruz |
| 28° | Oruro | 1 186 | Oruro |
| 29° | Ascensión de Guarayos                                                                                             | 1 104 | Santa Cruz |
| 30° | San Pedro | 1 078 | Santa Cruz |
| 31° | Fernández Alonso                                                                                                  | 1 074 | Santa Cruz |
| 32° | Ravelo | 1 062 | Potosí |
| 33° | Pailón | 1 042 | Santa Cruz |
| 34° | Entre Ríos | 1 011 | Tarija |

### Emigración al Departamento de Potosí
Según los resultados oficiales del censo boliviano de 2012, existen 9975 chuquisaqueños y chuquisaqueñas viviendo en los diferentes 40 municipios del  Departamento de Potosí.

Según el último censo de 2012, alrededor de 9975 personas que actualmente viven en el Departamento de Potosí, declararon haber nacido en el Departamento de Chuquisaca

De toda la comunidad chuquisaqueña que reside en el Departamento de Potosí, alrededor de un 73,36 %, se encuentra concentrada en 6 principales municipios potosinos, los cuales son: Potosí (ciudad capital), Ravelo, Villazón, Betanzos, Tupiza y Uyuni. 
De los 9975 chuquisaqueños, alrededor de 3618 (36,27 %) se encuentran viviendo en la ciudad de Potosí, en segundo lugar le sigue el municipio de Ravelo con 1062 chuquisaqueños (10,64 %),  en tercer lugar está el municipio de Villazón con 952 chuquisaqueños (9,54 %), luego en el cuarto puesto se encuentrá el municipio de Betanzos con 791 chuquisaqueños (7,92 %), en quinto lugar está el municipio de Tupiza con 488 chuquisaqueños (4,89 %) y en el sexto puesto se encuentra el municipio de Uyuni con unos 409 chuquisaqueños en su territorio (4,10 %), entre los principales. El restante 26,64 % de los chuquisqueños se encuentran repartidos entre los 34 municipios potosinos.
| Chuquisaqueños viviendo en el Departamento de Potosí (Censo de 2012) | Chuquisaqueños viviendo en el Departamento de Potosí (Censo de 2012) | Chuquisaqueños viviendo en el Departamento de Potosí (Censo de 2012) | Chuquisaqueños viviendo en el Departamento de Potosí (Censo de 2012) |
| Puesto                                                               | Municipios Potosinos                                                 | Chuquisaqueños                                                       |                                                                      |
| -------------------------------------------------------------------- | -------------------------------------------------------------------- | -------------------------------------------------------------------- | -------------------------------------------------------------------- |
| 1°                                                                   | Potosí                                                               | 3618                                                                 |                                                                      |
| 2°                                                                   | Ravelo                                                               | 1062                                                                 |                                                                      |
| 3°                                                                   | Villazón                                                             | 952                                                                  |                                                                      |
| 4°                                                                   | Betanzos                                                             | 791                                                                  |                                                                      |
| 5°                                                                   | Tupiza                                                               | 488                                                                  |                                                                      |
| 6°                                                                   | Uyuni                                                                | 409                                                                  |                                                                      |
| 7°                                                                   | Ocurí                                                                | 275                                                                  |                                                                      |
| 8°                                                                   | Llallagua                                                            | 234                                                                  |                                                                      |
| 9°                                                                   | Cotagaita                                                            | 228                                                                  |                                                                      |
| 10°                                                                  | Ckochas                                                              | 204                                                                  |                                                                      |
| 11°                                                                  | Porco                                                                | 182                                                                  |                                                                      |
| 12°                                                                  | Caiza "D"                                                            | 174                                                                  |                                                                      |
| 13°                                                                  | Colcha K                                                             | 164                                                                  |                                                                      |
| 14°                                                                  | Colquechaca                                                          | 161                                                                  |                                                                      |
| 15°                                                                  | Puna                                                                 | 154                                                                  |                                                                      |
| 16°                                                                  | Atocha                                                               | 127                                                                  |                                                                      |
| 17°                                                                  | Vitichi                                                              | 116                                                                  |                                                                      |
| 18°                                                                  | Tomave                                                               | 87                                                                   |                                                                      |
| 19°                                                                  | Uncía                                                                | 68                                                                   |                                                                      |
| 20°                                                                  | Chaquí                                                               | 63                                                                   |                                                                      |
| 21°                                                                  | Pocoata                                                              | 62                                                                   |                                                                      |
| 22°                                                                  | Yocalla                                                              | 52                                                                   |                                                                      |
| 23°                                                                  | Tinguipaya                                                           | 51                                                                   |                                                                      |
| 24°                                                                  | Tacobamba                                                            | 44                                                                   |                                                                      |
| 25°                                                                  | Toro Toro                                                            | 38                                                                   |                                                                      |
| 26°                                                                  | Sacaca                                                               | 26                                                                   |                                                                      |
| 27°                                                                  | San Pedro de Buena Vista                                             | 25                                                                   |                                                                      |
| 28°                                                                  | Chayanta                                                             | 21                                                                   |                                                                      |
| 29°                                                                  | Acasio                                                               | 17                                                                   |                                                                      |
| 30°                                                                  | Llica                                                                | 15                                                                   |                                                                      |
| 31°                                                                  | San Pablo de Lípez                                                   | 15                                                                   |                                                                      |
| 32°                                                                  | Chuquiuta                                                            | 11                                                                   |                                                                      |
| 33°                                                                  | San Agustín                                                          | 9                                                                    |                                                                      |
| 34°                                                                  | San Pedro de Quemes                                                  | 9                                                                    |                                                                      |
| 35°                                                                  | Tahua                                                                | 8                                                                    |                                                                      |
| 36°                                                                  | Urmiri                                                               | 6                                                                    |                                                                      |
| 37°                                                                  | Arampampa                                                            | 4                                                                    |                                                                      |
| 38°                                                                  | Caripuyo                                                             | 2                                                                    |                                                                      |
| 39°                                                                  | Mojinete                                                             | 2                                                                    |                                                                      |
| 40°                                                                  | San Antonio de Esmoruco                                              | 1                                                                    |                                                                      |
| Total                                                                | Potosí                                                               | 9975                                                                 |                                                                      |